# An Awfully Big Adventure
An Awfully Big Adventure (no Brasil Jogos de ilusão) é um filme norte-americano de 1995, uma comédia dirigida por Mike Newell, baseada num conto An Awfully Big Adventure, de Beryl Bainbridge.

## Sinopse
No prólogo do filme , um hotelero inaugura uma criança em um abrigo de bombas durante o Liverpool Blitz . Vemos um breve flashback para uma mulher deixando o bebê em um porão, rodeado de velas cintilantes. Antes de sair da casa, ela rapidamente deixa cair uma série de pérolas no travesseiro da criança, torcida em torno de uma única rosa.
Anos mais tarde, Stella Bradshaw , de 16 anos, vive em uma casa da classe trabalhadora com seu tio Vernon  e tia Lily em Liverpool. Faltando um adulto em sua vida a quem ela se sente próxima, ela freqüentemente entra nas cabines telefônicas para "falar com a mãe", que nunca aparece no filme. Seu tio, que vê uma carreira teatral como sendo sua única alternativa para trabalhar atrás do balcão da Woolworth , a assina para lições de fala e puxa cordas para envolvê-la em um teatro local de repertório. Depois de uma audição mal sucedida, Stella obtém um emprego para Meredith Potter, o descuidado diretor excêntrico da troupe e Bunny, seu fiel diretor de palco.
A impressionável Stella desenvolve uma paixão pelo Potter mundano e auto-absorvido, cuja homossexualidade a escapa completamente. Divertido, ele lhe dá o pequeno papel de Ptolomeu, o menino-rei em César e Cleópatra, mas ignora o contrário. Potter revela-se um homem amoral e apático que trata Stella e todos os outros ao seu redor com desprezo e condescendência. Ele reserva sua maior crueldade para Dawn Allenby, uma atriz mais velha e desesperada, que ele descarta da companhia; ela mais tarde tenta suicídio. Potter também tem uma longa história de exploração de homens jovens. Stella é rapidamente apanhada na intriga de bastidores e também se torna um objeto de avanços sexuais de homens na empresa de teatro, incluindo PL O'Hara, um ator brilhante que retornou à trupe em um período jogando Capitão Gancho para é a produção de Natal de Peter Pan . De acordo com a tradição teatral, O'Hara também funciona como o Sr. Darling.
O'Hara carrega-se com graça e carisma, mas em particular é tão perturbado e desiludido quanto os outros membros do elenco. Assombrada por suas experiências de guerra e um amor perdido (quem, ele acredita, deu-lhe um filho que ele nunca conheceu), O'Hara embarca em um caso com Stella, a quem ele sente uma conexão emocional inexplicável e profunda. Stella, que ainda está determinada a conquistar Potter, permanece emocionalmente separada, mas aproveita as afeições de O'Hara, vendo uma oportunidade de ganhar experiência sexual.
A última gota para Stella é durante uma partida de elenco quando Geoffrey, um estudante de palco adolescente com quem Potter tem brincado sexualmente, explode e encabeça-o no nariz. O elenco se precipita para consolar Geoffrey, mas Stella exclama que ele deveria ser demitido. O'Hara explica para ela que Potter passou sua vida prejudicando pessoas como Geoffrey e causando dor a pessoas como Bunny que realmente o amam: "acredite ou não, não importa muito ele ou ela, velho ou jovem, para Meredith. O que ele quer é corações ". Preocupado, O'Hara visita sua tia e tio, que revelam a história de Stella. Ele descobre que a mãe desaparecida de Stella era seu amor perdido, a quem ele conhecia o apelido de Stella Maris, fazendo Stella - com quem ele estava dormindo - seu filho, uma filha, em vez do filho que ele imaginara.
Mantendo sua descoberta para si mesmo, O'Hara entra em sua motocicleta e volta para o porto marítimo. Ele escorregou distraidamente na passarela úmida, bate na cabeça e é lançado na água. Antes de se afogar, sua última imagem é a da mulher dos flashbacks anteriores, agarrando a criança.
Stella é vista mais tarde apressando-se para a cabine telefônica para confiar seus problemas no telefone para "sua mãe" - como tem sido hábito por todo o filme. De repente, recordamos-nos que a ausente Stella Maris há anos ganhou um concurso nacional para ser a voz do relógio falando. É a voz gravada que fornece a única resposta às confidências da filha.

## Elenco
- Alan Rickman - P.L. O'Hara
- Hugh Grant - Meredith Potter
- Georgina Cates - Stella Bradshaw
- Alun Armstrong - Uncle Vernon
- Peter Firth - Bunny
- Carol Drinkwater - Dawn Allenby
- Rita Tushingham - Aunt Lily
- Prunella Scales - Rose Lipton
- Edward Petherbridge - Richard St. Ives
- Nicola Pagett - Dotty Blundell
- Clive Merrison - Desmond Fairchild
- Alan Cox - Geoffrey
- James Frain - John Harbour